# La Rédemption d'Althalus
La Rédemption d'Althalus (titre original : The Redemption of Althalus) est un roman de fantasy, écrit par l'auteur américain David Eddings, avec la collaboration de sa femme, Leigh Eddings. Il est paru le 3 juillet 2000 aux États-Unis et en novembre 2001 aux éditions Pocket pour la version française.
En France, le roman est divisé en deux tomes :
- Les Yeux d'Émeraude  (ISBN 2-266-10561-2)
- Les Trois Grimoires  (ISBN 2-266-10562-0)

## Synopsis
Althalus, le plus grand voleur du monde, a fondé sa réputation sur son éloquence mais surtout sur sa chance "divinement" favorable. Si favorable qu'il est plus que facile pour lui de s'enrichir aux dépens de ses victimes. Mais cette chance l'abandonne soudainement pour laisser place à une incroyable malchance, faisant de toutes ses tentatives de vol, des échecs cuisants.
Après avoir fui ses victimes vindicatives, pendant des mois, il rencontre un homme nommé Ghend qui lui propose alors une mission hors du commun. Il demande à Althalus d'aller voler un livre dans la Maison du Bout du Monde, située au bord du monde, en lui promettant une très forte récompense. Espérant que sa chance est en train de lui revenir, il accepte la mission, tout en gardant une certaine méfiance envers son commanditaire.
Mais une fois arrivé dans cette étrange et immense maison, Althalus s'y retrouve enfermé par une chatte noire, nommée Émeraude, qui le retiendra prisonnier pendant deux millénaires et demi afin de lui apprendre à lire et à utiliser le Grimoire qu'il devait voler. Finalement, il s'avère qu'Emeraude n'est autre que Dweia, la déesse de la fertilité, qui tient à protéger ce monde que son frère Deiwos a créé et qu'elle-même fait fructifier. Pour cela, elle a provoqué la venue d'Althalus, en jouant avec sa chance, afin qu'il l'aide à combattre son frère maléfique Daeva, qui n'a d'autre but que défaire le monde.

## Personnages
- Dweia, déesse de la fertilité, sœur des dieux Deiwos et Daeva.
- Althalus, héros principal de l'histoire, voleur qui devient, bien malgré lui, apprenti mage.
- Eliar, jeune guerrier Arum, le seul à pouvoir utiliser "le Couteau", lui permettant ainsi de se déplacer dans l'espace et le temps par le biais de la Maison.
- Bheid, jeune prêtre recruté par Althalus et Dweia.
- Andine, la jeune et capricieuse Arya d'Osthos au timbre de voix inoubliable.
- Gher, jeune garçon et apprenti voleur possédant une intelligence telle qu'il parvient à tirer profit de toutes les situations.
- Leitha, jeune femme surnommée "la Sorcière" par le prêtre qui voulait la voir brûler, perçoit les pensées des autres.
- Deiwos, dieu créateur du monde et du temps.
- Daeva, dieu du néant, voulant défaire le monde que Deiwos a créé.
- Ghend, sous-fifre de Daeva lui étant entièrement dévoué.
- Perkhal, homme de main de Ghend, brute sanguinaire, recruté neuf millénaires auparavant.
- Khnom, homme de main de Ghend, escroc versatile, recruté sept millénaires environ avant le début de l'histoire.
- Gelta, la Reine de la Nuit, reine d'un clan guerrier d'Ansu six mille ans plus tôt. Cruelle, sanguinaire et avide de pouvoir, elle a choisi d'échanger son âme contre la promesse d'un empire.
- Argan, ancien prêtre excommunié par son supérieur hiérarchique pour une dispute concernant une question astrologique, recruté par Ghend il y a cinq millénaires.
- Koman, homme de main de Ghend, possédant le même pouvoir que Leitha, recruté il y a trois mille ans.